# Kiltirivier
Kiltirivier (Zweeds – Fins: Kiltijoki) is een rivier annex beek, die stroomt in de Zweedse  gemeente Kiruna. De rivier is een zijtak en ontstaat als de Ainattirivier om de Ainattiberg heen moet. De Ainattirivier stroomt ten zuiden en westen; de Kiltirivier ten oosten.
Afwatering: Ainattirivier →  Kiltirivier → Könkämärivier → Muonio → Torne → Botnische Golf